# Bara (narod)
Bara ili Ibara), jedan od 18 naroda Madagaskara, sa 788 000 pripadnika (oko 3% 
stanovništva države) koji žive na jugu središnje malgaške visoravni iza naroda Betsileo.
Bili su polunomadski narod koji je uglavnom živio u provincijama Toliari i Fianarantsoi, na glasu kao izvrsni ratnici. Kao i većinski Merine i susjedi Betsileo govore malgaškim makrojezikom, ali posebnim dijalektom. Pretežno ispovijedaju kršćanstvo i animizam.

## Povijest
Tijekom srednjeg vijeka Bare su živjeli podijeljeni na brojne male plemenske klanove, vremenom je pet klanova ostvarilo prevlast. Kraljevstvo Merina nikad nije uspjelo pokoriti Bare, tako da su oni početkom 19. stoljeća imali svoja dva kraljevstva od kojih je jedno opstalo sve do francuskog zaposjednuća Madagaskara 1895. godine. Francuska kolonijalna uprava imala je poteškoća s uklapanjem Bara u koloniju. Od francuske uprave počeli su se baviti poljoprivredom i trajno se naseljavati na jednom mjestu.
Rasno su najsličniji Sakalavama, jer imaju najviše obilježja bantu crnaca i daleko manje azijatskih. Na Madagaskaru su poznati kao nomadski pastiri brojnih stada zebua (vrsta afričkog goveda), odlični drvodjeljci i kipari velikih drvenih statua koje rese ljudskom kosom.

## Geografska rasprostranjenost
Ozemlje na kojem danas žive Bare proteže se uglavnom po provinciji Toliari, oko gradova Ihosyja i Betroke, te nešto manje po provinciji Fianarantsoi.

## Kultura, vjera i običaji
Bare su tradicionalno živjeli podijeljeni na obiteljske klanove, kao nomadski pastiri i poligamisti. U njihovom tradicionalnom nomadskom životu sve se vrtilo oko zebua, koji su predstavljali njihovo osnovno bogatstvo. Krađa zebua zvana dahalo imala je simbolično značenje u njihovim tradicionalnim svadbenim svečanostima, kao dokaz muževnosti i zrelosti mladoženje te kao otkupnina za mladenku koju je mladoženja dao roditeljima svoje odabranice.
Društvena struktura je po mnogim značajkama slična susjednom narodu Betsileo s kojima su njihovi poglavari bili i u krvnom srodstvu i s kojima su stoljećima dijelili iste zemlje na središnjoj visoravni. Duga tradicija ropstva, ukinuta tek u doba francuske kolonijalne uprave krajem 19. stoljeća, ostavila je tragove na njihovom društvenom životu. Njihovo društvo i danas je snažno hijerarhijski i kastinski podijeljeno.
europski misionari su od kraja 19. stoljeća uspjeli većinu Bara obratiti na kršćanstvo, tako da su oni protestanti ili katolici. Još uvijek ih u velikom broju ima i animista koji vjeruju u svoje tradicionalne bogove, duhove i magiju. Svoje mrtve pokapaju u prirodnim pećinama, a za njima žale tako da si odrežu kosu. Vjeruju da su duše umrlih opasne po život tako da su u prošlosti napuštali svoja staništa nakon smrti nekog od svojih pripadnika, prepuštajući to mjesto duhu pokojnika. Bare su također vjerovale u magične sile prirode kao što je helo, za kojeg su vjerovali da se pojavljuje među šumskim drvećem.

## Vanjske poveznice
- Narodi Tsaranora
- Narod Bara, na portalu Pray Africa  Arhivirana inačica izvorne stranice od 8. prosinca 2015. (Wayback Machine)
- Narod Bara na internetskim stranicama enciklopedije Britannice